# Eucereon caura
Eucereon caura är en fjärilsart som beskrevs av Embrik Strand 1920. Eucereon caura ingår i släktet Eucereon och familjen björnspinnare. Inga underarter finns listade i Catalogue of Life.